# Circonscription de Cook
La circonscription de Cook est une circonscription électorale australienne en Nouvelle-Galles du Sud. Elle a été créée en 1969 et porte le nom de James Cook qui a cartographié la côte est de l'Australie en 1770.
Elle est située dans la banlieue sud de Sydney et comprend les quartiers de Beverley Park, Burraneer, Caringbah, Caringbah South, Cronulla, Dollans Bay, Dolls Point, Greenhills Beach, Gymea Bay, Kangaroo Point, Kogarah Bay, Kurnell, Kyle Bay, Lilli Pilli, Miranda, Monterey, Port Hacking, Ramsgate, Ramsgate Beach, Sandringham, Sans Souci, Sylvania Waters, Taren Point, Woolooware et Yowie Bay, ainsi que des parties de Blakehurst, Connells Point, Gymea, Kogarah et Sylvania. 
Dans les années 1970, elle était un siège disputé mais l'évolution démographique en a fait une circonscription assez sûre pour le Parti libéral.

## Députés
| Nom            | Parti         | Période de mandat |
| -------------- | ------------- | ----------------- |
| Don Dobie      | Parti libéral | 1969–1972         |
| Ray Thorburn   | Travailliste  | 1972–1975         |
| Don Dobie      | Parti libéral | 1975–1996         |
| Ray Thorburn   | Parti libéral | 1996–1998         |
| Bruce Baird    | Parti libéral | 1998–2007         |
| Scott Morrison | Parti libéral | 2007–en cours     |